# David Frawley
Pour les articles homonymes, voir Frawley.
Dr. David Frawley (né en 1950 au Wisconsin, États-Unis) est un écrivain spécialisé dans l'enseignement de l'Hindouisme, le Yoga et l'Ayurveda. 
Frawley a fondé et est le directeur de l'Institut américain d'études védiques à Santa Fe, Nouveau-Mexique. L'Institut propose des cours de Yoga et d'Ayurveda. 
En 2000, il a publié ses mémoires "How I became a Hindu" (Comment je suis devenu Hindou), dans lesquelles il explique son cheminement spirituel depuis son éducation catholique jusqu'à sa conversion à l'hindouisme. 
Trois de ses ouvrages ont été mentionnés comme de possibles sources du regain d'intérêt pour l'hindouisme en Inde et dans le monde. 

## Controverse
Les travaux de David Frawley sont régulièrement critiqués par la recherche universitaire basée sur les sources, pour sa négligence des travaux scientifiques récents et ses simplifications. Il rejoint les thèses défendues par les mouvements nationalistes hindous sur l'origine du peuplement indien, refusant de reconnaître l'existence de l'arrivée des populations indo-iraniennes en Inde, malgré les résultats actuels des recherches linguistiques et génétiques. Selon lui, les populations aryennes sont indigènes au sous-continent indien, lequel serait le foyer de l'humanité. Les migrations indo-européennes seraient, selon lui, une invention destinée à falsifier le passé de l'Inde et à servir les intérêts des puissances coloniales.
Ses travaux servent de légitimation aux mouvements nationalistes hindous.

### Articles sur l'histoire de l'Inde
- (en) The Aryan-Dravidian Controversy Par David Frawley
- (en) Witzel's vanishing ocean - How to read vedic texts any way you like
- (en) Rigvedic town and ocean: Witzel vs Frawley
- (en) Origines védiques des européens ? Extrait de "The Rig Veda and the History of India"